# ピカイア!
『ピカイア!』は、2015年4月～7月にNHK Eテレにて放送された日本のテレビアニメ作品。本項目では2014年3月29日に放送されたパイロット版及び2017年2月から5月まで放送された続編『ピカイア!!』についても取り扱う。

## 概要
2014年3月29日 7: 15 - 7: 30の15分枠でパイロット版が放送され、その後2015年にNHK放送90年を記念したNHKスペシャル『生命大躍進』の連動番組のひとつとしてプロダクション・アイジーとオー・エル・エム、NHKとNHKエデュケーショナルの4社によるテレビアニメーションシリーズとして制作された。パイロット版とTVシリーズのメインスタッフ・キャストにほぼ変更はない。アニメーションによる科学の解説を目指しており、カンブリア紀と生命の不思議を探索していく。
同年4月29日に第1話、続けて5月4日から5月6日にかけて第2話から第4話を放送。第5話以降は7月20日より7月30日にかけて平日の10: 00 - 10: 15に放送された。番組放送後は特別コーナーとして登場キャラクターのモーリスとオープニングテーマを歌うelfin'メンバーによる「教えてモーリス!」が放送。2014年版に引き続きイギリス自然史博物館のアンドリュー・パーカー博士が出演し作中に登場する生物の解説を行う。
2016年10月にTVシリーズ第2期の制作が発表された。『ピカイア!!』（!が2つ）のタイトルで、第1期の再放送に続けて2017年2月26日から放送が開始された。
第2期では、Toon Boom Harmony を使用したデジタル作画をメインに制作が行われた。

## あらすじ
第1期
遠い未来、人類は生命が住めなくなった地球を出てスペースコロニーを拠点に恒星間移民を始めていた。
パーカー博士の下でカンブリア・プロジェクトの調査員として働いていたヴィンスとハナは、地球再生の鍵であるロスト・コードを求めて、カンブリア紀の地球へと向かう。
第2期
古生代後期の各時代への次元調査が開始されることになり、ヴィンスとハナはプロジェクトの指揮官となったモーリス博士の下で調査の任につく。
かつて次元調査の妨害をしていたウェンディも加わり、3人の次元ダイバーによる新たな時代への次元ダイブが幕を開ける。

## 登場人物
なお登場人物に関しては、メインキャラクター（一部）のみであるが、サブキャラクターはほとんど登場していない。
ヴィンセント=ライト
声 - 田谷隼
主人公の1人。通称はヴィンス。好奇心旺盛な14歳の少年。ハナと共に次元調査のメンバーに選ばれ、カンブリア紀の海を探査する次元ダイバーの任に就く。BMS及び次元ダイブ用スーツのカラーは青。
性格は明朗快活で勇敢。既存のデータを覚えるよりも、自ら行動して直に見聞することを好む。ややおっちょこちょいな面があり、それが失敗を招くこともあるが、決してくじけずに最後までやり抜く芯の強さも備えている。
第2期
ハナとウェンディと共に新たな時代への次元ダイブを行う。
年上のウェンディのことは当初『さん』付けで呼んでいたが、本人の頼みにより呼び捨てに改めた。
パイロット版
TVシリーズとは服装が異なるが、その他の点については大きな違いはない。
ハンナ=アニング
声 - 諏訪彩花
主人公の1人。通称はハナ。スイーツが大好きな14歳の少女。ヴィンスと同じ次元ダイバー。BMSおよびスーツのカラーはピンク。
ヴィンスに比べると優等生的な性格で、任務の前に対象を詳しく調べるなど準備を怠らない。愚痴っぽいところもあるが任務への熱意は本物で、優れた知力と機転を活かし、ヴィンスと共に様々な困難を切り抜けていく。
虫などの気味の悪い生物が苦手で、BMSにそうした生物のデータをインストールされることを嫌がる。
第2期
ヴィンス、ウェンディと共に新たな時代への次元ダイブを行う。
当初はかつての敵であるウェンディを警戒していたが、次元調査を共にするうちに仲間として認めていく。
パイロット版
ヴィンス同様TVシリーズとは服装が異なる他、虫のみならずピカイアのことも気味悪がっている。
ピカイア
声 - 水橋かおり
パーカー博士によって作られたテスター・ピカイア。カンブリア紀に生息した実在の脊索動物「ピカイア」をモデルとしている。
『ピカイア～』としか発声しないが人語を解するほどの知能があり、声の抑揚や表情の変化で感情を表現する。
ロスト・コードを備えた生物を触角で探索する能力及び生物からロスト・コードを抽出する能力を備えており、次元調査には欠かせない存在。
第2期
第1期でカンブリア紀の海に放された初代テスター・ピカイアのデータを引き継ぐテスター・ピカイア・バージョン2が製造され、ヴィンスらの次元調査に同行する。
パイロット版
TVシリーズと概ね同様。ただしロスト・コードの探索及び抽出能力はなく、次元調査の終了後はそのままカンブリア紀の海に置き去りにされた。
パーカー博士
声 - 大川透、森川智之（パイロット版での実写パート吹き替え）
カンブリア・プロジェクトを提唱する科学者。
おおらかな性格で、カンブリア紀の生物やバイオミメティクスに使用される生物についてヴィンスとハナに優しくレクチャーをする。
イルマ大統領とは旧知の仲であり、彼女を呼び捨てにする場面もある。
第2期
コロニー科学庁の長官に昇格し、パーカー長官と呼ばれるようになった。それに伴い次元調査の指揮からは退いている。また、かつてイルマ及びエドワルドと同じ研究室に所属していたことが明らかにされた。
イルマやフレイザーと協力し、次元調査を妨害するエヴォルの正体を突き止めるために行動する。
パイロット版
服装の差異の他、次元ダイブの成功率が約78％であることを二人に伏せてダイブを実行する倫理的にやや危うい人物として描写されている。
モーリス
声 - 野島裕史
パーカー博士の助手。次元調査のオペレーターを務め、機材についての専門知識はパーカー博士よりも詳しい。
常に冷静沈着だが、大好きな生物の話になると夢中になってしまう一面もある。
実はフレイザーによってカンブリア・プロジェクト解体のため送り込まれたスパイだったが、最終的にはパーカー博士の元に戻ることを選ぶ。
本編放送後のミニコーナー『教えてモーリス!』ではデフォルメされた姿で登場し、elfin'の3人の生物に関する質問にVTRを交えつつ答える。ここでは本編中では見られないような表情や一種のメタフィクション的な発言をするなど、本編に比べコミカルな面が強い。
第2期
パーカーに代わる次元調査プロジェクトの指揮官に昇格し、モーリス博士と呼ばれるようになった。
また、ミニコーナー『教えてモーリス!!』にも続投している。
ウィル
声 - 西谷亮
第2期から登場した新たな次元調査隊メンバー。モーリスの助手であり、彼に代わりオペレーターを務める。眼鏡をかけている。
ハリー
声 - 高橋渉（現：浦田わたる）
第2期から登場した新たな次元調査隊メンバー。ウィル同様モーリスの助手であり、彼と共にオペレーターを務める。
タンクトップを着用しており一見活発そうだが、実際には繊細な性格。
イルマ大統領
声 - 木下紗華
スペースコロニーを統括する女性大統領。カンブリア・プロジェクトを支援している。
第2期
パーカー及びエドワルドと同じ研究室に所属していたことが明らかにされた。
フレイザー副大統領
声 - 稲田徹
イルマ大統領を補佐する副大統領。地球を恒星間移民計画のための資源惑星とする『地球凍結計画』の推進者でもある。
計画のために邪魔なカンブリア・プロジェクトを解体させ、またパーカー博士の優れた頭脳を恒星間移民に役立てさせるため、ウェンディに命じて次元調査を幾度となく妨害させる。
第2期
副大統領の職を辞した後、恒星間移民船団を率いるキャプテンに就任しており、コロニーからは数光年離れた場所にいる。
陰険な面が目立った副大統領時代とは打って変わって豪快な性格になっており、エヴォル対策に奔走するパーカーに快く協力する。
ウェンディ・オーウェン
声 - 田中あいみ
フレイザー副大統領の秘書。普段は感情を表に出さず淡々とした口調で話すが、BMSリンク時には一転して攻撃的な面を見せる。
フレイザーの命令により次元調査を妨害するため、黒いBMSや次元コントローラーを操って暗躍する。
第2期
イルマの命により新たな次元調査に携わる3人目の次元ダイバーとなり、ヴィンスやハナと共に次元調査へ赴くことになる。BMS及びスーツのカラーは紫。
3人のダイバーの中では最年長。モーリスにより次元ダイバーとしての能力と経験を見込まれて現地でのリーダーを任されており、年下の2人をまとめようと生真面目に振る舞う。プライベートにおいてはスイーツに舌鼓を打つなど、ハナ同様年頃の少女らしい面を覗かせる。
エドワルド・エドワーズ
声 - 檜山修之
第2期からの登場人物。惑星開発局に所属しており、木星の第2衛星・エウロパにあるコロニーで生命の可能性に関する長期実験を行っていた。
カンブリア・プロジェクトの成果に地球再生への希望を見出したことから、現在は次元調査プロジェクトを支援している。
かつてはイルマやパーカーと同じ研究室に所属していた。
エヴォル
声 - 永塚拓馬
第2期から登場する謎のBMSを操る人物。ピカイアに酷似した黒い生物を連れており、ロスト・コードの強奪のために行動している。
正体はエドワルドであり、地球の生命史に大きな影響を及ぼした５度の大量絶滅・ビッグファイブに続く第6の大量絶滅・ビッグシックスによって生命に新たな進化の可能性をもたらすことを目的としている。
影A、影B
声 - 田尻浩章（A）、祐仙勇（B）
どちらもパイロット版のみの登場人物。次元コントローラーを装着したアノマロカリスを操り、次元調査を妨害する。
みゆう、りえ、みい
声 - 辻美優（みゆう）、花房里枝（りえ）、高橋美衣（現：希水しお）（みい）
第1期のOP・EDテーマを歌唱するelfin'のメンバー。
本編放送後のミニコーナー『教えてモーリス!』にデフォルメされた姿で登場し、本編に登場した生物についてモーリスに質問する。
第2期のミニコーナー『教えてモーリス!!』にも続投し、引き続きモーリスと軽妙な掛け合いを繰り広げる。

## 用語
カンブリア・プロジェクト
パーカーが提唱した地球再生計画。カンブリア紀をはじめとする生命が多様化した時期の生態とその機能を調査し、現在の地球環境改革に生かす事が目的。恒星間移民計画を推進しているフレイザーからは無意味と一蹴されている。
第2期
次元調査プロジェクトと名称が改められ、カンブリア紀よりも後の古生代の各時代への次元調査を行うことになった。
次元調査
カンブリア・プロジェクトの一環として行われる特殊な調査。次元ダイブによって過去の地球へ送り込んだBMSのデータを次元プリンターを用いて現地で実体化させ、カンブリア紀の生物の生態調査及びロスト・コードの探索を行う。
ロスト・コード
特定の生物が持つ、生物多様化の鍵を握る特別なDNA情報。次元調査の目的はこのロスト・コードを持ち帰ることである。
スペースコロニー
生命が住めなくなった地球を出た人類の移住先。第1期第1話の時点で、コロニー内では既に移住から38世代目の人類が誕生している。
バイオミメティクス・スーツ
略称はBMS。カンブリア紀へ次元ダイブするヴィンスとハナのもう一つの体というべきもので、これを操作しロスト・コードの情報を持ち帰る事となる。
高性能なスーツではあるが、転送できるデータ量の制約から身長20cm程度しかなく、アノマロカリスに捕食されそうになるなど小ささゆえの苦労も多い。
現地で緊急事態が発生した場合は、パーカーの判断でダイバーを離脱させる”強制イグジット“機能も備えている。
白を基調としたボディに各々のパーソナルカラーが施されており、各部の形状も使用者によって異なる。
第2期
各々の個性に合わせたカスタマイズがなされており、ヴィンス用は機動力に優れる。ハナ用はセンサーが強化された多機能タイプで、ロスト・コードを持つ生物が発するエボリューション反応の探知も可能。ウェンディ用は出力の高いパワー型である。
生命の陸上進出に合わせ陸上で活動する機会も多くなったが、海中の物質を主材料として現地で生成される都合上陸上への直接転送は不可能であり、陸でのミッションの際は海からの上陸が必要不可欠となる。また、第7話以降は背部に活動時間を延長するバッテリーが追加され、日を跨いでの長期活動が可能となった。
パイロット版
名称はバイオミミクリースーツであり、形状もTVシリーズとは異なる。
バイオミメティクス
BMSに様々な生物のデータを次元インストールすることで、その生物が持つ特性を活用できるようになる機能。使用時には司令室からのデータ転送が必須となる。
作中ではサメ、クモ、フナクイムシなどのバイオミメティクスが登場した。
また、第1期最終回ではヴィンスがサメとアワビの殻のデータを同時にインストールして使用しており、一度に複数の生物のデータをインストールすることも可能である模様。
第2期
BMSにあらかじめインストールされた生物のデータであれば、次元ダイバーが転送要請なしに自身の判断で使用することができるようになった。
パイロット版
名称はバイオミミクライゼーション。
ハイパーバイオミメティクス
生物の特性のみをインストールするバイオミメティクスとは異なり、インストールした生物そのものに変貌する機能。第1期12・13話ではこれを用いたウェンディのBMSがアノマロカリスに変貌し、ヴィンスとハナのBMSに襲いかかった。
次元コントローラー
BMS開発以前に次元調査のために研究されていたシステム。次元プリンターで実体化させた単眼のような形状のコントローラーを生物に装着し、自在に操ることができる。劇中ではウェンディがこれを使用してアノマロカリスを操り、次元調査の妨害を行った。
有人在来線型次元移動装置
第2期ミニコーナー『教えてモーリス!!』に登場する山手線に酷似した電車型の次元移動装置。
モーリス博士とelfin'メンバーを乗せて次元移動を行う。

## スタッフ
|                      | パイロット版                                                                  | 第1期                                                                         | 第2期                                                                         |
| -------------------- | ----------------------------------------------------------------------------- | ----------------------------------------------------------------------------- | ----------------------------------------------------------------------------- |
| 総監督               | -                                                                             | -                                                                             | 冨安大貴                                                                      |
| 監督                 | 冨安大貴                                                                      | 冨安大貴                                                                      | 井端義秀                                                                      |
| シリーズ構成         | -                                                                             | 藤咲淳一                                                                      | 藤咲淳一                                                                      |
| キャラクターデザイン | -                                                                             | 松永香苗、五十嵐直子                                                          | 松永香苗、五十嵐直子                                                          |
| メカデザイン         | -                                                                             | 西谷泰史、大橋藍人（第2期）、渚慎太郎（第2期）                                | 西谷泰史、大橋藍人（第2期）、渚慎太郎（第2期）                                |
| プロップデザイン     | -                                                                             | -                                                                             | 石森連、西村広                                                                |
| 総作画監督           | -                                                                             | 松永香苗                                                                      | -                                                                             |
| 設定協力             | -                                                                             | -                                                                             | 原田吉朗                                                                      |
| 色彩設計             | -                                                                             | 佐藤直                                                                        | 佐藤直                                                                        |
| 美術監督             | -                                                                             | 白石誠                                                                        | 白石誠                                                                        |
| 撮影監督             | -                                                                             | 柚木脇達己                                                                    | 野澤圭輔                                                                      |
| CGIプロデューサー    | -                                                                             | 小林雅士                                                                      | 近藤潤                                                                        |
| CGIディレクター      | -                                                                             | 三上康博                                                                      | 小出秀治                                                                      |
| 編集                 | -                                                                             | 野川仁                                                                        | 野川仁                                                                        |
| 音楽プロデューサー   | -                                                                             | 都田和志                                                                      | 都田和志                                                                      |
| 音響監督             | -                                                                             | 渡辺淳                                                                        | 渡辺淳                                                                        |
| 音響制作             | -                                                                             | -                                                                             | 小野勝弘                                                                      |
| プロデューサー       | -                                                                             | 枡本孝浩、井城元、森下勝司、加藤浩幸                                          | 枡本孝浩、井城元、森下勝司、加藤浩幸                                          |
| 制作統括             | -                                                                             | 植木豊、奥村康一（第1期）、大野俊之（第2期）                                  | 植木豊、奥村康一（第1期）、大野俊之（第2期）                                  |
| アニメーション制作   | プロダクション I.G（パイロット版）、OLM                                       | プロダクション I.G（パイロット版）、OLM                                       | プロダクション I.G（パイロット版）、OLM                                       |
| 制作・著作           | NHK、NHKエデュケーショナル、プロダクション I.G（第1 - 2期）、OLM（第1 - 2期） | NHK、NHKエデュケーショナル、プロダクション I.G（第1 - 2期）、OLM（第1 - 2期） | NHK、NHKエデュケーショナル、プロダクション I.G（第1 - 2期）、OLM（第1 - 2期） |

## 主題歌
パイロット版挿入歌「♪Prologue」
歌 - cossami
第1期
オープニングテーマ「Colorful Fantasy（カラフル・ファンタジー）」
作詞 - zopp / 作曲 - 田熊知存 / 歌 - elfin'（辻美優、花房里枝、高橋美衣）
エンディングテーマ「ぶりぶりカンブリア」
作詞 - 嵐田光 / 作曲・編曲 - 安岡洋一郎 / 歌 - elfin'
第2期
オープニングテーマ「ココロツナガル」
歌 - ひめキュンフルーツ缶
エンディングテーマ「Nie2Bye2(ナイツーバイバイ)」
歌 - ひめキュンフルーツ缶

## 各話リスト
| 話数         | サブタイトル                       | 脚本         | 絵コンテ     | 演出            | 作画監督                                                    | 放送日         |
| パイロット版 | パイロット版                       | パイロット版 | パイロット版 | パイロット版    | パイロット版                                                | パイロット版   |
| ------------ | ---------------------------------- | ------------ | ------------ | --------------- | ----------------------------------------------------------- | -------------- |
| -            | -                                  | 藤咲淳一     |              |                 |                                                             | 2014年 3月29日 |
| 第1期        |                                    |              |              |                 |                                                             |                |
| 第1話        | カンブリアの海へ!                  | 藤咲淳一     | 冨安大貴     | 大和田淳        | 一石小百合                                                  | 2015年 4月29日 |
| 第2話        | 今こそバイオミメティクス!          | 藤咲淳一     | 秋山勝仁     | 大和田淳        | 佐藤陵                                                      | 5月4日         |
| 第3話        | 断崖のハルキゲニア!                | 福留俊       | 秋山勝仁     | 山口健太郎      | 鈴木彩乃                                                    | 5月5日         |
| 第4話        | 激流を乗り越えろ!                  | 福留俊       | 秋山勝仁     | 山口健太郎      | 横山隆                                                      | 5月6日         |
| 第5話        | 鉄壁、オレノイデス！               | 藤咲淳一     | 三浦陽       | 西田健一        | 後村武                                                      | 7月20日        |
| 第6話        | すすめ、フナクイムシ作戦！         | 藤咲淳一     | 三浦陽       | 西田健一        | 後村武                                                      | 7月21日        |
| 第7話        | これがカンブリア・プロジェクト！   | 藤咲淳一     | 冨安大貴     | オジング        | 村田理                                                      | 7月22日        |
| 第8話        | オットイアをとめろ！               | 福留俊       | 辻初樹       | 中川航          | 中野繭子                                                    | 7月23日        |
| 第9話        | 大決戦、カンブリア！               | 福留俊       | 秋山勝仁     | 中川航          | 森千鶴                                                      | 7月24日        |
| 第10話       | 探せ、ひとすじの光！               | 藤咲淳一     | 室谷靖       | 室谷靖          | 大野美葉                                                    | 7月27日        |
| 第11話       | ハナに届け、ヴィンスの声！         | 藤咲淳一     | 室谷靖       | 室谷靖          | 大野美葉                                                    | 7月28日        |
| 第12話       | 次元調査中止命令！                 | 藤咲淳一     | 樋口香里     | オジング        | 後村武                                                      | 7月29日        |
| 第13話       | 五億年後の未来のために！           | 藤咲淳一     | 冨安大貴     | 冨安大貴        | 西村広                                                      | 7月30日        |
| 第2期        |                                    |              |              |                 |                                                             |                |
| 第1話        | 太古の海へ、再び!!                 | 藤咲淳一     | 井端義秀     | 井端義秀        | 大塚真史、松田真路 西村広                                   | 2017年 2月26日 |
| 第2話        | デボンの怪魚、ダンクルオステウス!! | 藤咲淳一     | 井端義秀     | 井端義秀        | 松田真路、西村広 田中源吾                                   | 3月5日         |
| 第3話        | めざせ、デボンの陸地!!             | 藤咲淳一     | 三浦和也     | 三浦和也        | 能海知佳、錦織成 西村広                                     | 3月12日        |
| 第4話        | 強敵、その名はエヴォル!!           | 藤咲淳一     | 三浦和也     | 三浦和也        | 能海知佳、錦織成 西村広                                     | 3月12日        |
| 第5話        | 追跡、メガネウラ!!                 | 藤咲淳一     | 井端義秀     | 中川淳          | 松田真路、西村広                                            | 4月1日         |
| 第6話        | チャンスは一度、ピカイアを救え!!   | 藤咲淳一     | 井端義秀     | オジング 中川淳 | 大塚真、西村広 広岡トシヒト                                 | 4月8日         |
| 第7話        | 探せ、荒野のディメトロドン!!       | 藤咲淳一     | 有田周平     | 有田周平        | 能海知佳、亀山千夏 錦織成                                   | 4月15日        |
| 第8話        | 困惑、エヴォルの誘い!!             | 藤咲淳一     | 有田周平     | 有田周平        | 亀山千夏、錦織成 宮田瑠美、能海知佳                         | 4月22日        |
| 第9話        | どうなる、ヴィンスの選択!!         | 藤咲淳一     | 北原広大     | 古賀一臣        | 小山知洋                                                    | 4月29日        |
| 第10話       | 暴け、エヴォルの秘密!!             | 藤咲淳一     | 吉村文宏     | 佐々木真哉      | 亀山千夏、服部憲知                                          | 5月6日         |
| 第11話       | ディイクトドンの親子を守れ!!       | 藤咲淳一     | 吉村文宏     | 三浦和也        | 能海知佳、石堂伸晴                                          | 5月13日        |
| 第12話       | 止めろ、ビッグ・シックス!!         | 藤咲淳一     | 井端義秀     | 井端義秀        | 松田真路、西村広                                            | 5月20日        |
| 第13話       | つなげ、地球の未来!!               | 藤咲淳一     | 井端義秀     | 井端義秀        | 西村広、広岡歳仁 松田真路、大塚真史 鈴木敦、高橋優 小川智樹 | 5月27日        |

## 関連商品
この作品をコンセプトした玩具がタカラトミーより発売。「キャッチして!PiCaPa」はヴィンスとハナの声をそのままに、ピカイアのボイスを再生した玩具が発売された。そしてタカラトミーアーツより、「しゃべって!あそんで!かわゆすピカイア」はピカイアのお喋りが70種類以上で会話ができることも可能となっている。